# 技能測試問題

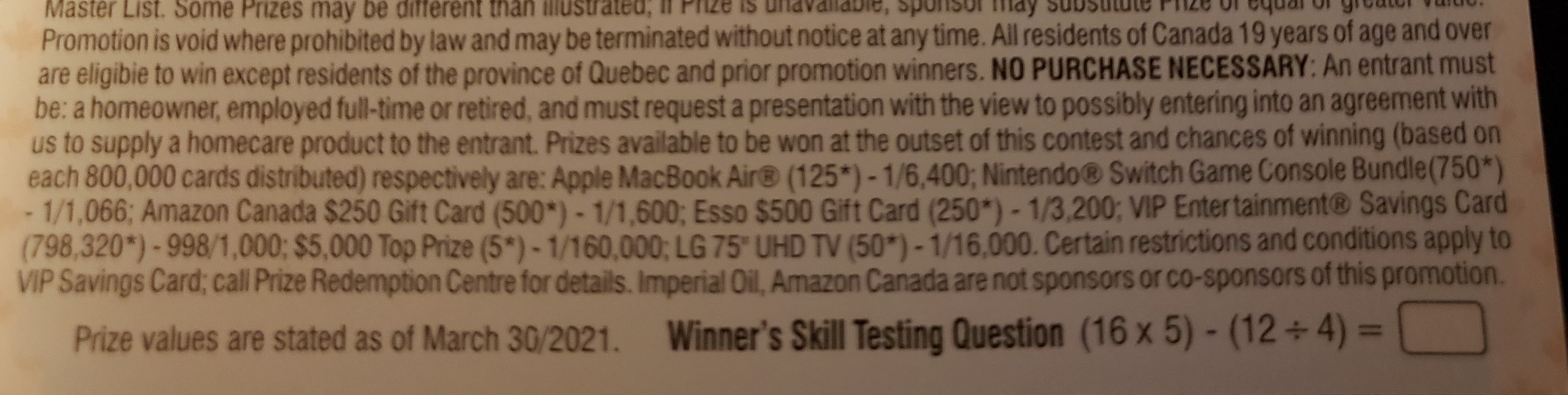
一個有技能測試問題及免費參與方法的抽獎表格例子

技能測試問題（英文：Skill testing question，簡稱STQ），是加拿大許多抽獎中的法律要求。

## 起源
在加拿大《刑事法典》中第197至206條，規定禁止以營利為目的的抽獎或是賭博；但省級彩票、合法持有牌照賭場和慈善活動除外。但許多商店、廣播電台和其他團體因想增加營收或激起消費者的興趣，仍希望能繼續舉行這些活動，然而，法律確實允許以技術取勝或是需要以運氣結合技術才能取勝的抽獎，便能給予獎勵。
因此為了使以運氣取勝的抽獎合法化，通常會有一個數學技能測試問題（STQ）在這些遊戲與賭博中。在競賽時若有違反 《刑事法典》中有關競賽的法律，則最高可處兩年的監禁；如果被起訴為公訴罪或簡易定罪，則罰款最高可處25,000加拿大元。而《競爭法令》中的「推廣抽獎條款」也規定：選拔參賽者以及分配獎品不能建立在隨機以及有經歷的基礎之上。
加拿大的法院已經認定，「估算未來投票票數跟估算罐子中豆子的數量」這兩種遊戲，可被視為需要運氣結合技術才能取勝的遊戲。因在技能方面已經符合了法律要求，所以這兩種遊戲都不需要有STQ。

## 問題的模式
最常見的問題是算術。法院裁定STQ必須含有三種運算，才算是真正在測試技能，例如：（2×4）+（10×3）（答案：38），且贏家在回答STQ時不能接受任何幫助（使用计算器、要求另一個人為贏家計算答案）。這些規則的執行並沒有到很嚴格，特別是在贏得小獎品時。當贏家自行選擇了時間以及地點回答STQ，那這個規則要執行是不可能的（例如：問題附在獎品表格上）。在大多數情況中，沒有專門的監控能去確保贏家是光明磊落的回答STQ，以及他們繳交了在沒有幫助的情況下回答STQ的聲明。也有一些情況是，贏家不需回答STQ就能得到獎勵，且題目越來越簡單。所以在其他國家舉行競賽時並有開放讓加拿大人參賽，贏家若是加拿大人，他們必須得回答STQ。

## 回答錯誤的後果
由於《刑事法典》中要求贏家應要有回答出正確答案的技巧，所以若答錯了STQ即無法授予獎勵。在2008年時，加拿大的連鎖咖啡店Tim Hortons所舉辦名為Roll Up the Rim（捲起邊角料）活動，至少發生了一次以上因為贏家沒有回答正確STQ的事件。在該一次事件中，該名贏家因有學習障礙，有兩次機會都未能正確填寫抽獎申請表上相同STQ的答案，然而Tim Hortons卻拒絕頒發獎金給該名贏家，直至引起當地報社調停。有趣的是，答錯STQ不會使贏家拿不到獎金，且通常會再有重新回答的機會。

## 免費參與
法律的同一節中提到禁止玩家以對價交換的方式，來換取可以玩遊戲的資格。在這樣的禁令下，加拿大的比賽衍生出一個特點：免費參與，並且用精細打印的小字暗示不必要購買；通常這意味著玩家也可以免費參與抽獎（例如寫信索取抽獎表格）。